# Tiago Oliveira (maestro)
Tiago Oliveira (Sobralinho, 1990) é um maestro, pianista, cantor e professor português.

## Carreira
Tiago Oliveira começou a estudar música com 8 anos na Sociedade Filarmónica Recreio Alverquense. Estudou piano Conservatório Regional Silva Marques de Alhandra com a Professora Sandra Almeida. Foi estudar para o Instituto Gregoriano de Lisboa onde estudou canto com Elsa Cortez e piano com Karl Martin Gerhardt.
Estudou Piano na Universidade de Évora com Ana Telles Béreau, tendo concluído a licenciatura e mestrado, tendo realizado a sua tese sobre "A estadia de Fernando Lopes-Graça em Paris (1937-1939) e respetiva influência na sua obra para piano". Simultanemente, concluiu a licenciatura em Canto pelo Escola Superior de Música de Lisboa, tendo sido aluno de Armando Possante e Sílvia Mateus.
Estuda Direção de Orquestra com Jean-Sébastien Béreau (desde 2011), tendo realizado masterclasses com Adriano Martinolli D'Ardy, Paulo Lourenço, Cara Tasher e Stephan Coker, tendo concluído o mestrado em Direção de Orquestra na Escola Superior de Música de Lisboa em 2019, sob orientação de Jean-Marc Burfin. A sua tese incidiu no tema "O canto como ferramenta de desenvolvimento musical nas orquestras do ensino especializado da música em Portugal".
Em 2016, foi semifinalista do concurso Prémio Jovens Músicos (antena 2) - categoria Direção de Orquestra.
É o maestro e diretor artístico da Orquestra Académica da Universidade de Lisboa desde Setembro de 2017.
Tem sido convidado para dirigir concertos com outras orquestras como a Orquestra Clássica do Centro, a Orquestra de Câmara de Cascais e Oeiras , a Orquestra Clássica da Madeira e a Orquestra Académica da Universidade de Coimbra. Colabora regularmente com o Grupo de Música Contemporânea de Lisboa.